# ميتشل ويغينز
ميتشل ويغينز (بالإنجليزية: Mitchell Wiggins)‏ مواليد 28 سبتمبر 1959 في كينستون، هو لاعب كرة سلة أمريكي سابق وحمل الرقم 15 و10. بلغ طوله 6 قدم 4 بوصة (1.9 م). مثّل منتخب بلاده.

## فرق لعب لها
- شيكاغو بولز
- هيوستن روكتس
- فيلادلفيا سفنتي سيكسرز

## الميداليات
| الميدالية | المسابقة                         |
| --------- | -------------------------------- |
| فضية      | بطولة كأس العالم لكرة السلة 1982 |

## روابط خارجية
- ميتشل ويغينز على موقع الاتحاد الدولي لكرة السلة (الإنجليزية)
- ميتشل ويغينز على موقع إن بي أي (الإنجليزية)
- ميتشل ويغينز على موقع سبورتس رفرنس (الإنجليزية)
- ميتشل ويغينز على موقع كرة السلة الأوروبية.كوم (الإنجليزية)
- ميتشل ويغينز على موقع كلية كرة السلة في سبورتس رفرنس.كوم (الإنجليزية)
- ميتشل ويغينز على موقع ريلجم (الإنجليزية)
- ميتشل ويغينز على موقع بروبوليرز (الإنجليزية)